# Història d'Eritrea
La història d'Eritrea és la història del territori de l'actual estat d'Eritrea. Fins al 1890 el nom Eritrea només va ser la versió italiana de la paraula grega "Erythraia", presa del nom que els antics grecs donaven al Mar Roig. Les terres del país actualment conegut com a Eritrea pertanyien o eren aliades de diversos poders i imperis durant diferents èpoques, entre els quals destaca la zona central del regne cristià d'Axum. Després de l'arribada de l'islam al segle vii, els sultanats islàmics aliats o directament lligats al califat omeia i després al Califat Abbàssida (imperis islàmics d'Aràbia) van ser substituïts per l'Imperi Otomà i els seus vassalls àrabs d'Egipte i del Iemen. Altres regions van ser aliades, culturalment influenciades o directament lligades als regnes d'Abissínia.

## Història antiga

### El Regne d'Axum

El regne d'Axum cap al, amb la seva màxima extensió

Eritrea va compartir amb el nord d'Etiòpia la història d'aquest poderós regne cristià, que segons el profeta Mani va ser una de les civilitzacions més importants del seu temps, juntament amb la Xina, Roma i Pèrsia. El regne va sorgir al voltant de l'època del naixement de Jesucrist. La seva llengua era el llengua ge'ez, molt semblant al tigrinya i al tigre, parlats actualment a Eritrea, i propers a l'amhàric d'Etiòpia. El regne va col·lapsar a finals del segle x.

## La colonització italiana

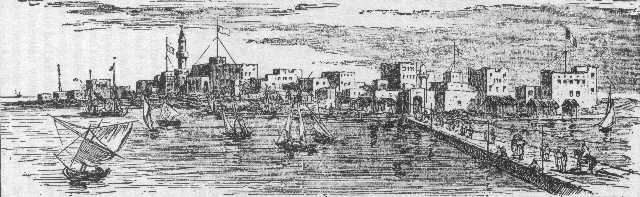
El port de Massawa fundat pels àrabs, després modernitzat i expandit pels italians, en un gravat del.

A finals del segle xix, les potències europees s'havien repartit la major part d'Àfrica i el Regne d'Itàlia, recentment unificat, n'havia quedat al marge. La colònia d'Eritrea va ser fundada per Itàlia el 1890 culminant un procés de colonització que havia començat el 1869, just després de l'obertura del Canal de Suez. L'empresa italiana de navegació Rubattino va comprar la Badia d'Assab a uns sultans per tal de construir un port de serveis per a la seva flota comercial. El 10 de març de 1882 el govern italià li va comprar aquesta terra i, poc després, el seu exèrcit va conquerir tota la costa fins a ocupar, el 5 de febrer de 1885, la ciutat portuària de Massawa.
Ignorant protestes diplomàtiques i sostenint confrontacions obertes amb els pobles indígenes i els altres poders que tenien interessos a la zona (egipcis, turcs i el rei Joan IV d'Etiòpia), Itàlia va proclamar la Colònia italiana d'Eritrea l'1 de gener de 1890.
La colònia d'Eritrea es va convertir en la primera colònia del  Regne d'Itàlia a l'Àfrica i va rebre una nombrosa colònia d'italians, que li va donar un enorme desenvolupament. En el cens de 1939 hi havia gairebé 100.000 italians a Eritrea en una població total d'un milió d'habitants, sent la capital Asmara el centre d'un desenvolupament arquitectònic i industrial de primer ordre a l'Àfrica.
Els italians van promoure a Eritrea l'església catòlica, van desenvolupar l'agricultura, la indústria bàsica i el comerç, però sobretot van crear una infraestructura de carreteres, ferrocarrils, ports, hospitals, etc. que és encara fonamental a Eritrea. El ferrocarril entre Asmara i Massawa, construït durant el Feixisme, és encara un dels principals de la "Banya d'Àfrica".

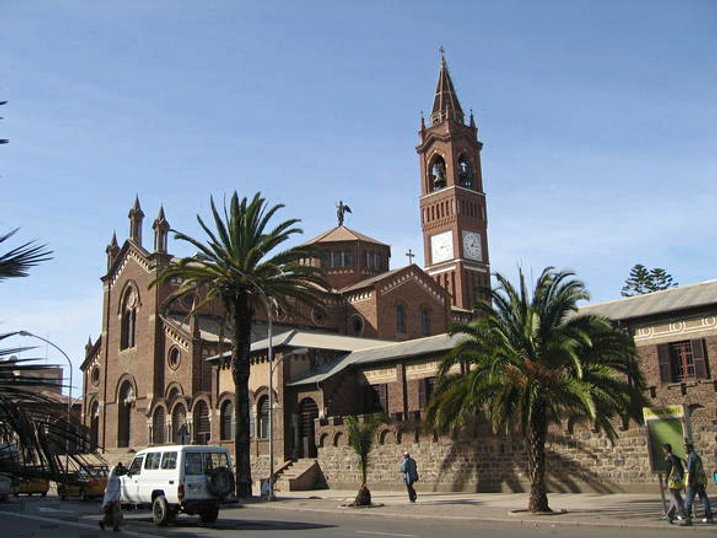
La Catedral catòlica d'Asmara, construïda pels italians el 1922.

Els italians es van quedar fins al 1941, quan en el transcurs de la Segona Guerra Mundial totes les colònies italianes van ser preses pels aliats, entre elles Eritrea, que va ser ocupada pels britànics.

## L'administració britànica després de la Segona Guerra Mundial
Eritrea va estar sota l'administració colonial dels britànics amb el suport de l'ONU fins al 15 de setembre de 1952.

### Conquesta i administració britànica
L'ofensiva britànica es va iniciar el febrer de 1941. Els italians foren derrotats a la batalla de Keren un conjunt de combats que es van allargar del 3 de febrer de 1941 al 27 de març de 1941 i que van portar a la rendició italiana l'1 d'abril de 1941 i posterior ocupació d'Asmara i Massawa. La infraestructura industrial va quedar greument damnada per la guerra; al port de Massawa els vaixells alemanys i italians foren enfonsats per impedir el seu ús pels aliats i va costar,més d'un any tornar a posar el port en funcionament. Els italians van organitzar una lluita de guerrilles en la que van participar bona part de les tropes colonials (ascaris, també askaris) i que no es va acabar del tot fins a l'armistici italià del setembre de 1943. Eritrea va quedar sota administració militar britànica. Els britànics van desmantellar les indústries d'Asmara i Massawa i les van portar a Kenya com a compensació de guerra; fins i tot una part de les vies fèrries foren desmantellades.
L'administració britànica va romandre fins al 1951. Després de la guerra els britànics proposaven el seu repartiment entre Sudan i Etiòpia seguint línies religioses (musulmans i cristians. La Unió Soviètica (que esperava el triomf dels comunistes a les eleccions italianes) proposava retornar la colònia als italians com a mandat. Els països musulmans donaven suport a la independència esperant que esdevindria un estat islàmic. Etiòpia va reclamar Eritrea (i Somàlia) en una carta al president Franklin D. Roosevelt, a la Conferència de pau de París i a la primera sessió de les Nacions Unides. Els Estats Units s'inclinaven per la cessió a Etiòpia com a compensació per la seva cooperació en la guerra i donaven suport a l'annexió, excepte la província occidental musulmana. Estats Units va donar garanties a Etiòpia en un memoràndum secret. El bloc de partits independentistes d'Eritrea va exigir un referèndum per determinar l'estatus final.

### Administració britànica sota l'ONU
El 19 de febrer de 1951 fou enviada una comissió de les Nacions Unides sota un alt Comissionat, el bolivià Eduardo Arce Matienzo que tenia al seu costat a un nou administrador en cap britànic nomenat el mateix dia (Duncan Camerone Cumming) i va estar en funcions fins al final de la missió (15 de setembre de 1952). Fou llavors quan l'ambaixador americà a l'ONU John Foster Dulles, va dir, "Des del punt de vista de la justícia les opinions del poble eritreu han de rebre consideració, però des del punt de vista dels interessos estratègics dels Estats Units a la mar Roja i de la pau i seguretat mundial és necessari unir a Eritrea amb el nostre aliat Etiòpia". En aquell moment ja se sabia que el poble eritreu es decantava per la independència.
La comissió va proposar l'establiment d'una forma d'associació federal amb Etiòpia i l'assemblea general de l'ONU va adoptar la proposta, amb l'afegit de què l'administració britànica s'havia d'acabar com a màxim el 15 de setembre de 1952. Els britànics van organitzar eleccions per una assemblea representativa de 68 membres el 16 de març de 1952. Aquest cos va redactar una constitució per establir l'estat federal, treball que fou entregat al comissionat de l'ONU el 10 de juliol de 1952. L'11 de setembre de 1952 l'emperador d'Etiòpia va ratificar la constitució i l'assemblea representativa va esdevenir Assemblea d'Eritrea; el dia 15 la colònia va esdevenir l'estat federat d'Eritrea.

## Federació i annexió a Etiòpia
Des de la partida dels anglesos fins a 1961, Eritrea va ser un estat federat de l'Imperi etíop; després va passar a ser una simple província. El moviment independentista es va configurar immediatament al voltant del Front per a l'Alliberament d'Eritrea (FLE), (1961), les activitats de resistència es van dirigir contra les forces armades etíops. A 1969, alguns dels membres del FLE, desil·lusionats per la seva política islamista i conservadora, es van separar d'aquest i van fundar un altre moviment de resistència contra l'ocupació etíop: el Front Popular per a l'Alliberament d'Eritrea (FPLE). A diferència del seu antecessor, el FPLE ser de tall socialista i igualitari, ja que promovia la igualtat de gènere i de credo. Després d'una breu guerra civil entre l'FPLE i el FLE, el FPLE dominar la resta de la lluita per la independència.
El sorgiment d'un règim militar de tall comunista a Etiòpia el 1974 no va modificar substancialment les relacions entre els independentistes i l'Estat etíop, però sí comportar diversos fets significatius: els vint diputats eritreus van renunciar als seus escons, es va produir una nova ofensiva etíop amb ajuda de l'URSS, que va arraconar a la resistència al nord del país, i la capital Asmara va quedar sota el domini de l'exèrcit etíop. A principis dels anys 1970, prop de 50.000 eritreus van abandonar el país per la utilització de napalm durant els atacs massius de l'exèrcit etíop.
A 1977 les Nacions Unides van calcular que fins llavors el conflicte havia deixat mig milió de desplaçats, uns 20.000 morts i prop de 25.000 persones confinades en camps de concentració. Les ofensives etíops en 1978, amb ajuda de material bèl·lic de l'URSS, no van aconseguir fer retrocedir la guerrilla, que comptava amb uns 35.000 milicians.
A 1983 es va produir una ofensiva governamental per acabar amb la resistència, però no va donar el resultat esperat. A 1987, novament es va reconèixer a Eritrea la condició de regió autònoma, tot i que el FPLE ja mantenia el control de gairebé tot el territori de l'actual Eritrea. A 1991, Issaías Afewerki, líder del FPLE, va formar un govern provisional al marge del règim etíop; aquest any també es va celebrar a Londres una conferència-en què van participar els Estats Units, durant la qual es va reconèixer de fet la nova situació.

## La independència
A 1993 es va celebrar el referèndum que va aprovar la independència del territori, proclamada el 24 de maig. Immediatament el país va ser reconegut per l'ONU, la  OUA i la Lliga Àrab.
Però els problemes no van acabar amb la independència. A 1994 es va arribar a un acord amb Sudan respecte a la delimitació de les fronteres i al retorn d'uns 115.000 refugiats de la guerra-dels 500.000 estimats pel govern sudanès-que es trobaven al seu territori. No obstant això, les acusacions entre Sudan i Eritrea sobre l'entrenament de grups rebels de l'altre país en els seus territoris van continuar fins a 1994. Alhora, va sorgir un conflicte amb Iemen per les illes d'Hanish al Mar Roig, arribant-se a un acord sobre la seva sobirania en 1996. D'altra banda, a 1997 i 1998 continuaven els conflictes fronterers amb Sudan que es va resoldre en una reunió celebrada a Qatar.

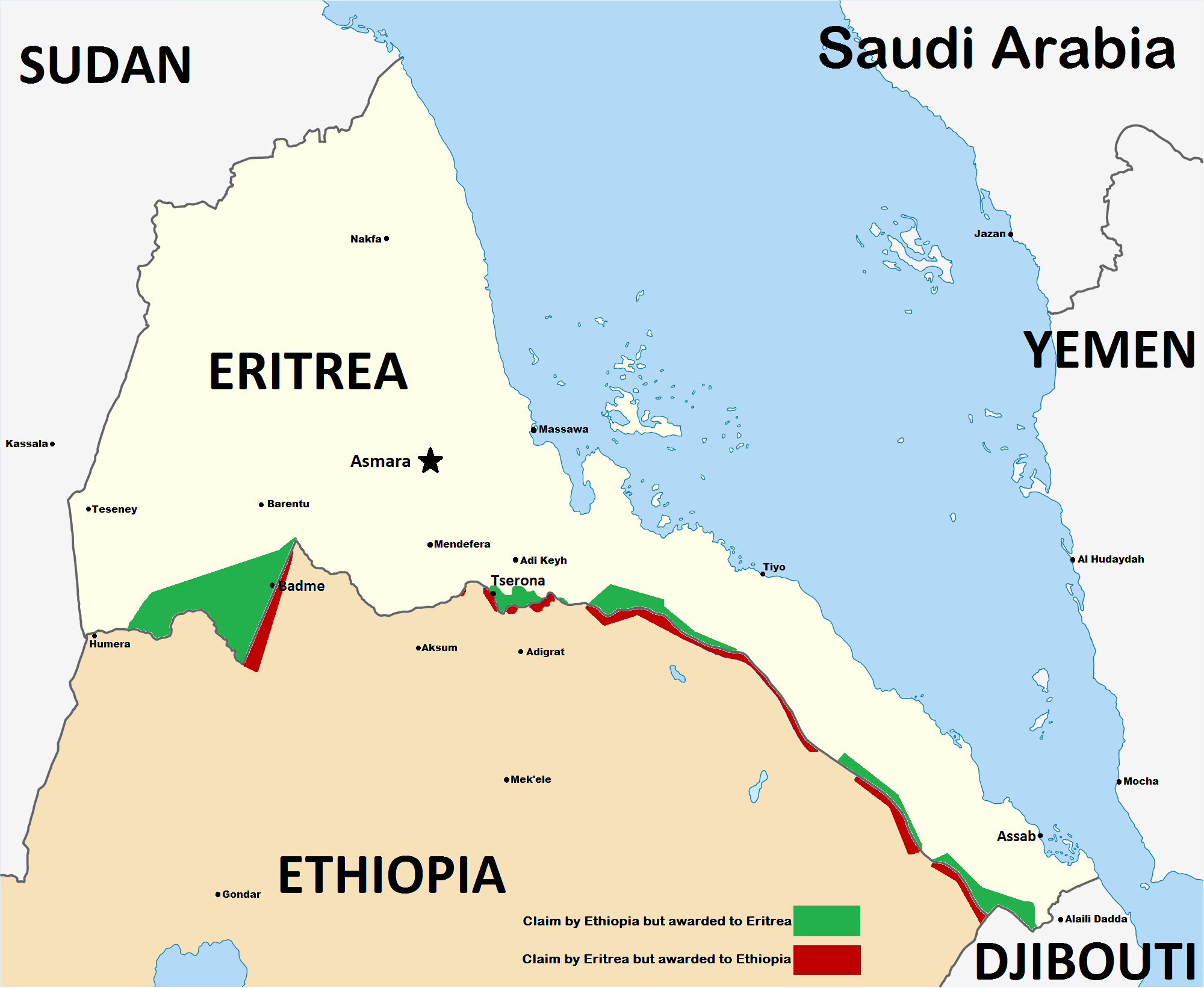
Mapa de la zona disputada entre Eritrea i Etiòpia

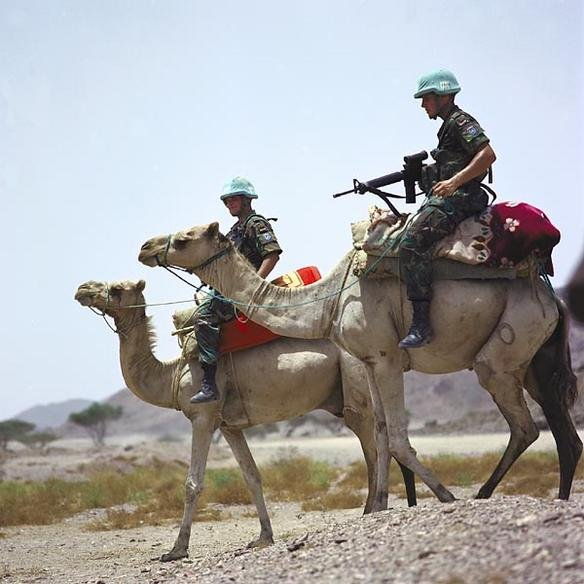
Tropes neerlandeses a Eritrea

El 1997, amb la creació de la moneda nacional, el Nakfa, van aparèixer tensions econòmiques amb Etiòpia, les quals van desembocar en una guerra de fronteres (Guerra entre Etiòpia i Eritrea, iniciada el 1998), que va començar amb la invasió eritrea del poble fronterer de Badme. Al març de 1999, gràcies a la mediació de l'OUA, dels Estats Units i de Ruanda, Eritrea i Etiòpia acceptar acabar amb el conflicte, encara que poc després la guerra es va reactivar a causa d'un atac massiu d'Etiòpia a Eritrea. L'ONU va intervenir en el conflicte interposant entre les parts 4.500 cascos blaus com a força de pau. El 12 de desembre de 2002 es va arribar a un acord a Algèria, en què s'encarregava a l'ONU la delimitació de fronteres. A l'abril de 2002, el Tribunal Internacional de Justícia de La Haia va establir els fronteres definitives entre els dos països, condemnant a Etiòpia al pagament de més de 800 milions de dòlars en compensació a Eritrea pels danys causats. La resolució va ser acceptada per Eritrea, però rebutjada per Etiòpia. La missió va ser abandonada formalment per la Resolució 1827 de juliol de 2008. després d'haver experimentat greus dificultats per sostenir les seves tropes a causa de la suspensió de combustible i després de la deguda consideració de les opcions restants.